# Glympis subrosealis
Glympis subrosealis är en fjärilsart som beskrevs av Paul Dognin 1912. Glympis subrosealis ingår i släktet Glympis och familjen nattflyn. Inga underarter finns listade i Catalogue of Life.